# Cyclophora nanaria
Cyclophora nanaria är en fjärilsart som beskrevs av Walker 1861. Cyclophora nanaria ingår i släktet Cyclophora och familjen mätare. Inga underarter finns listade i Catalogue of Life.

## Bildgalleri

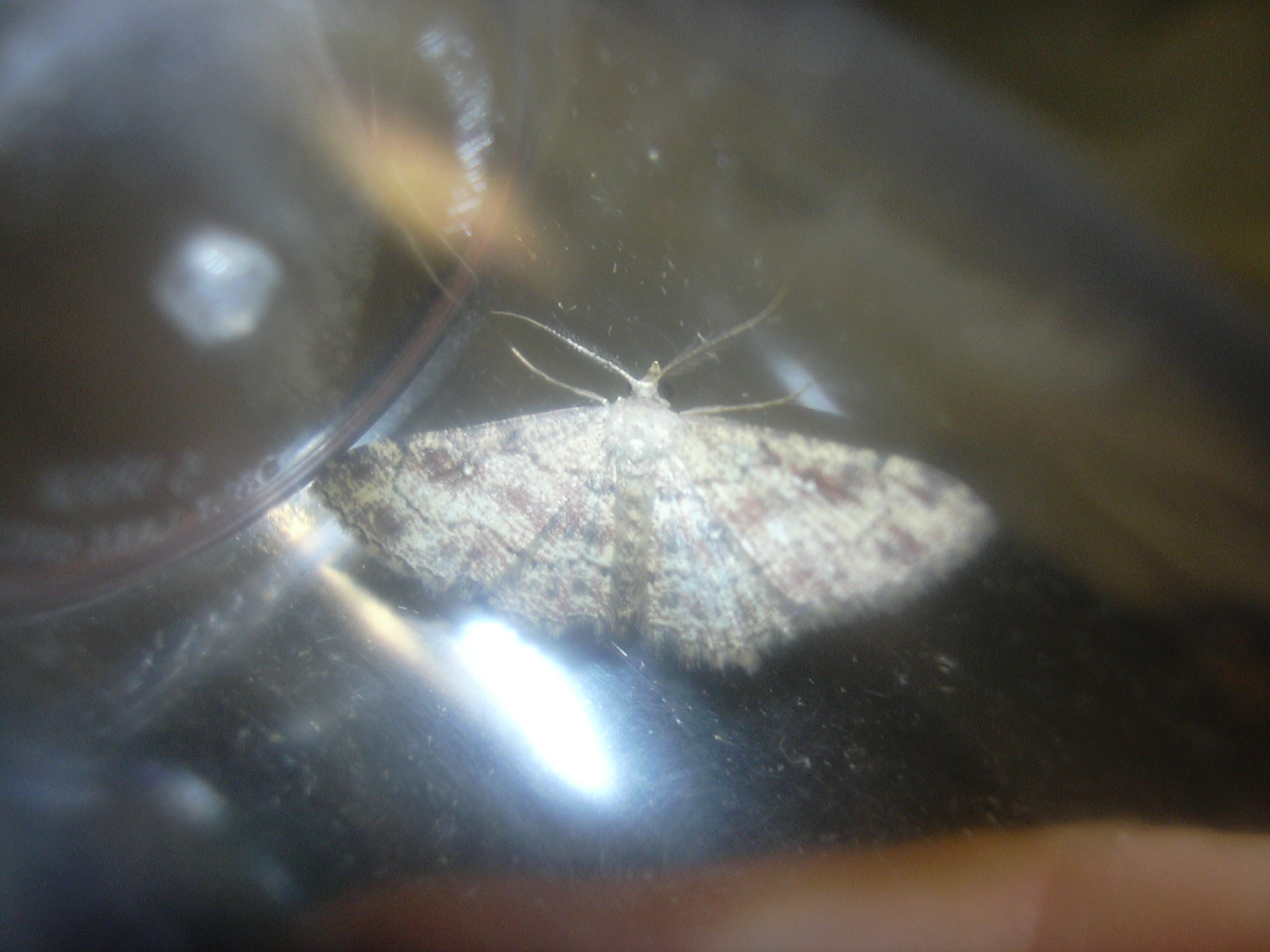
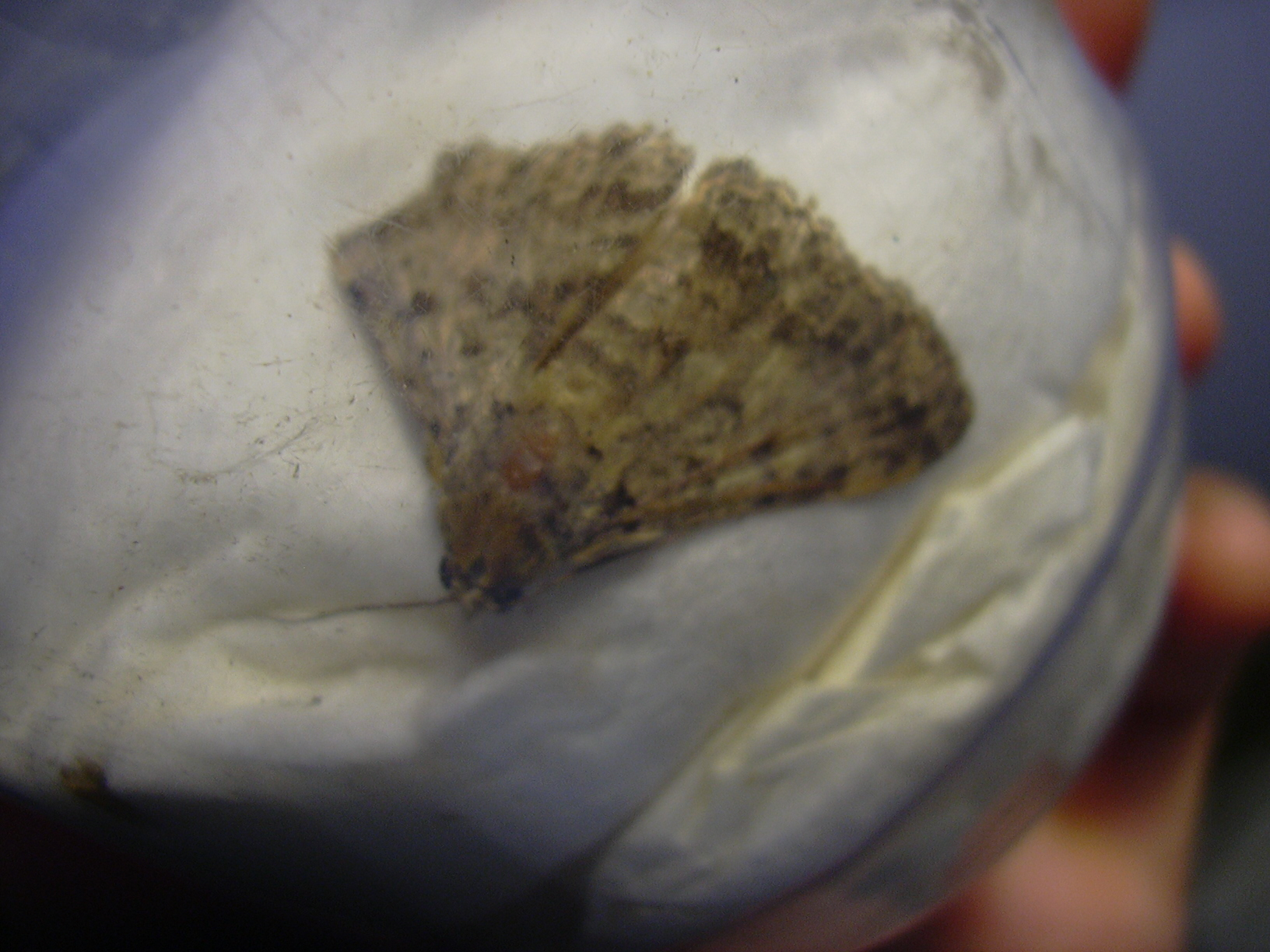
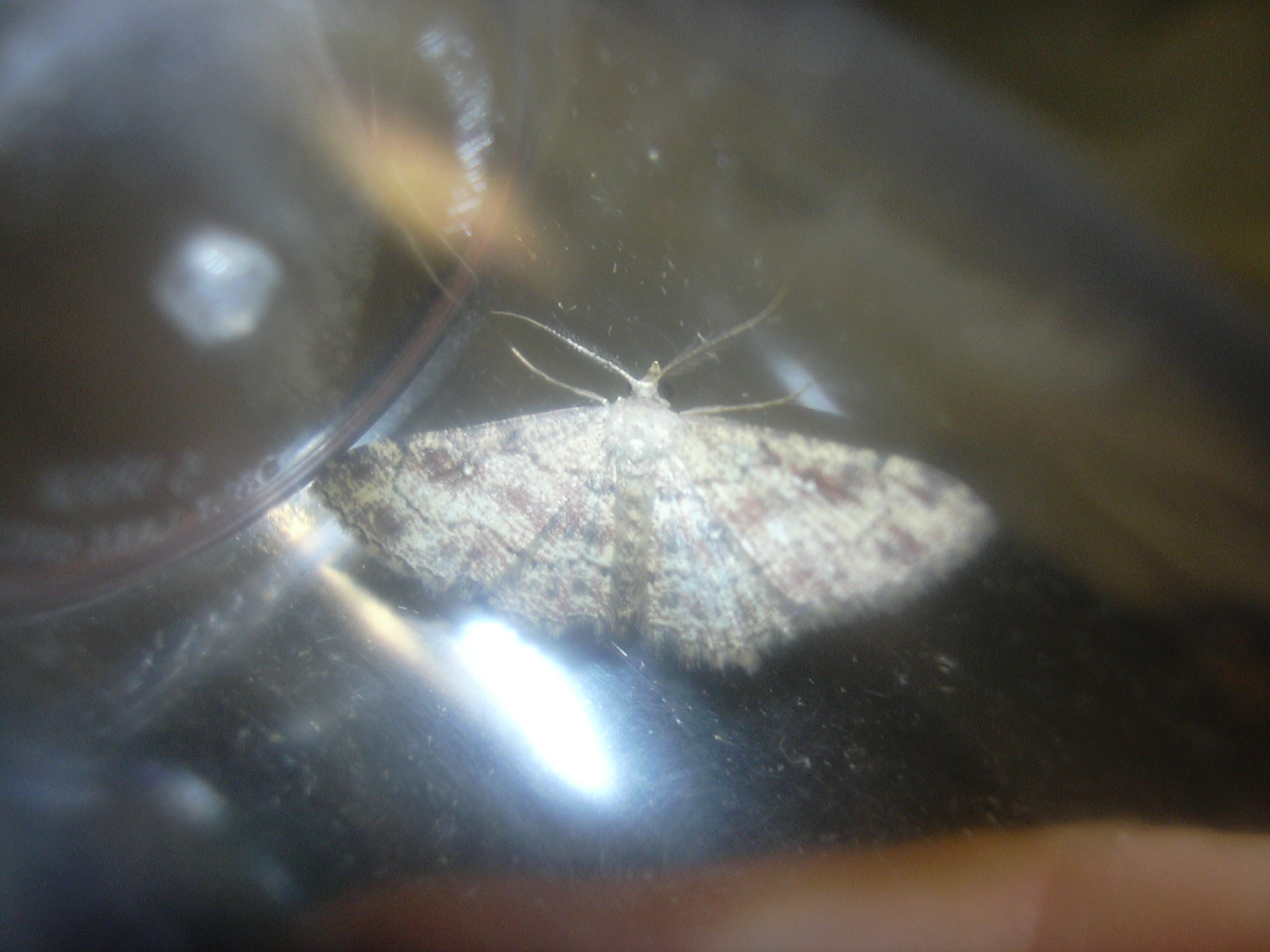
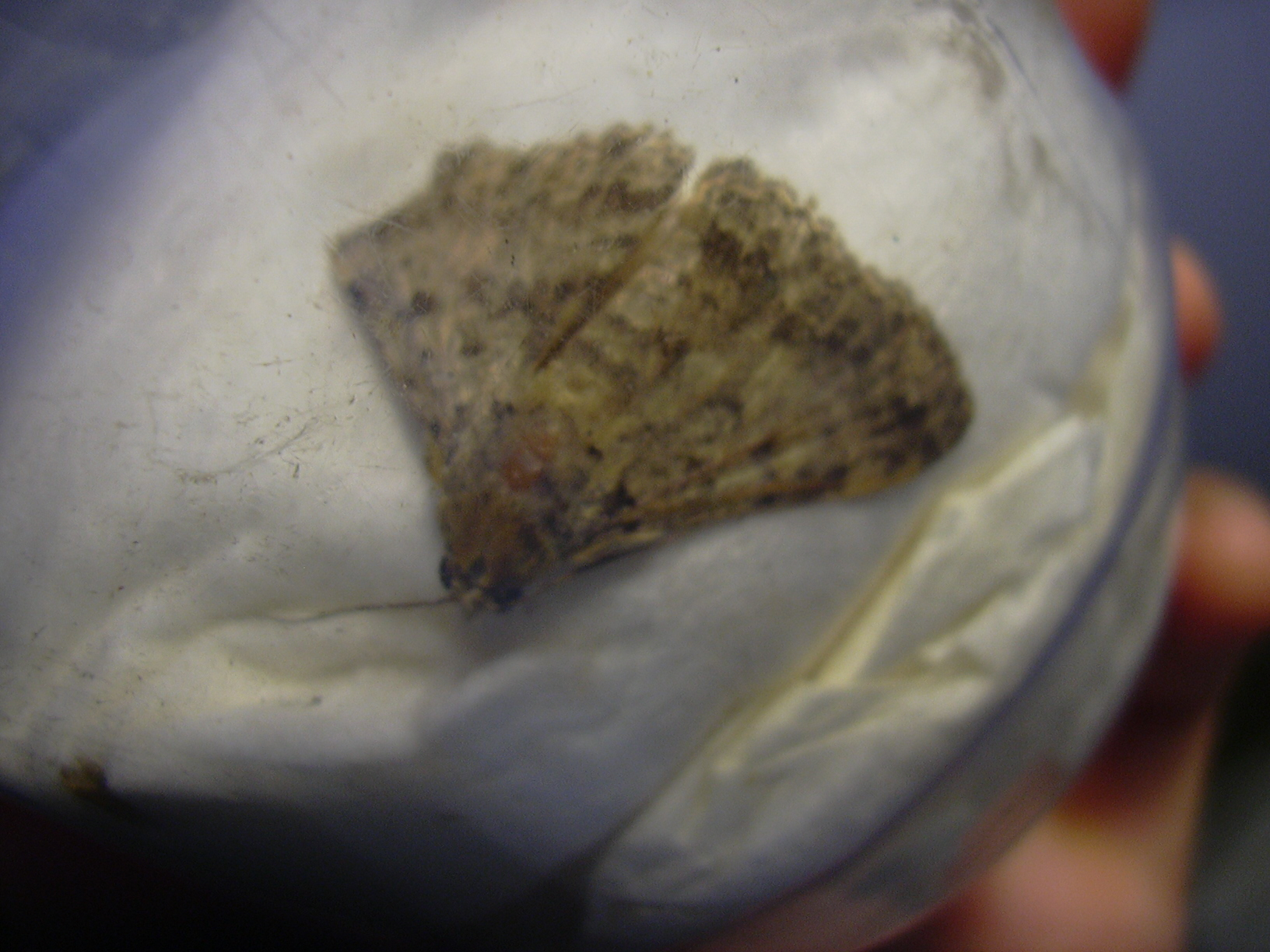